# 雷恩加角

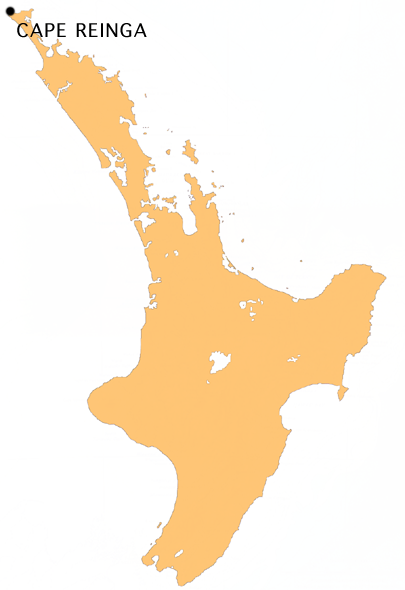
所在位置

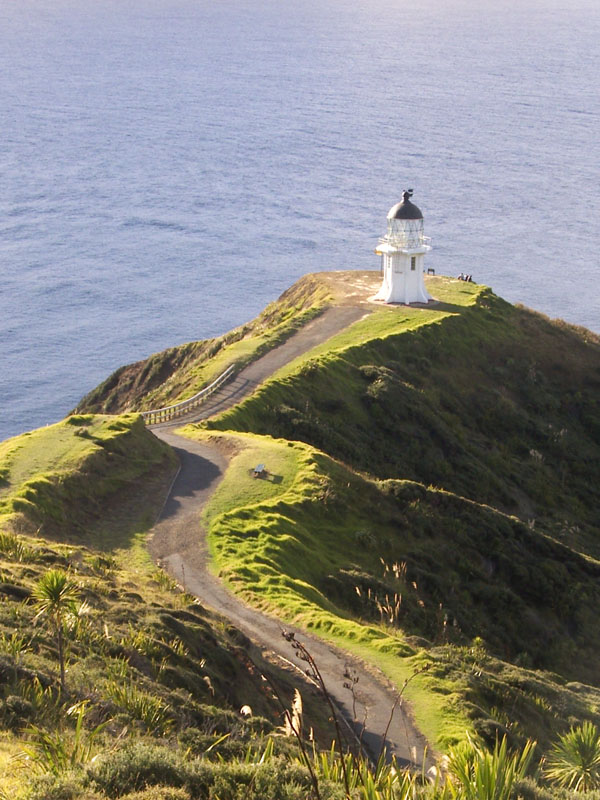
雷恩加角的灯塔

雷恩加角（英語：Cape Reinga），新西兰北岛西北部奥普里半岛的最西北端，位于最近城镇凯塔亚以北100公里。“雷恩加”（Reinga）一词来源于毛利语，意为“阴间”。在毛利人的信念中，雷恩加角是人死后的灵魂进入阴间的地方。